# Anything In Anything
Anything In Anything ou AYIYA est un protocole de tunnel utilisé notamment dans la transition d'IPv4 vers IPv6.
AYIYA permet :
- d'encapsuler plusieurs types de protocoles dans IP, UDP ou TCP
- de sécuriser le trafic dans le tunnel,
- de traverser les traducteurs d'adresse réseau,
- de prendre en charge les changements d'adresse IP côté client.

AYIYA est défini par un Internet Draft. Il est utilisé par AICCU et le fournisseur SixXS, à l'origine de son développement.